# Dima dima
Dima dima là một loài bọ cánh cứng trong họ Elateridae. Loài này được Schaufuss miêu tả khoa học năm 1863.